# Nicotine & Gravy
Nicotine & Gravy är en låt av Beck. Låten återfinns på albumet Midnite Vultures, släppt 23 november 1999 och släpptes även som singel.
Beck har spelat låten live över 140 gånger.